# 地域経済
地域経済（ちいきけいざい）とは経済学用語の一つ。これは国内において行われている経済活動や経済動向の中でも、それを地域ごとに分類した上でそれらの特徴に焦点を絞ったもののことを言う。このことから地域経済となればその地域特有の強みや、その地域特有の行動や生活による経済の動きが捉えられている。日本政府によっても地域経済というのは調査が行われている事柄であり、地域経済に関するデータが公表されている。